# Бојан Маричић
Бојан Маричић (мкд. Бојан Маричиќ, Скопље, 7. јануар 1983) је политичар из Северне Македоније српског порекла, некадашњи потпредседник Владе Северне Македоније и министар правде Владе Северне Македоније.

## Биографија
Маричић је рођен 7. јануара 1983. године у Скопљу. Дипломирао је 2006. године на одсеку за међународно право на Прваном факултету „Јустинијан Први” Универзитета у Скопљу. Магистрирао је 2009. и 2011. године европско и међународно право на Универзитетима у Амстердаму и Лондону. Професионану каријеру је започео 2006. године као асистент на Правном факултету „Јустинијан Први”. Радио је на пројектима за француско министарство унутрашњих послова и у невладином сектору. Политички активан је постао 2016. године као председник невладине организације Међународни центар за европско образовање, када је као присталица Шарене револуције учествовао у великом броју ТВ дебата где се расправљало у ком правцу треба да се креће држава. У периоду од 2017. до 2020. године био је специјални саветник за евроатантске интеграције председника Владе Северне Македоније Зорана Заева. Јануара 2020. је постао национални координатор за прикључење Северне Македоније Европској унији, Берлински процес и регионалну сарадњу. Маричић је 30. августа 2020. године именован за министра прваде Владе Северне Македоније. На тој функцији је био до јануара 2022. године када је Собрање изгласало избор нове владе на челу са Димитром Ковачевским. У новој влади Маричић је постављен за потпредседника задуженог за европска питања. Након што је 25. јануара 2024. председник Владе Ковачевски поднео оставку, 28. јануара је изабрана нова техничка влада на челу са дотадашњим председником Собрања Талатом Џаферијем. У техничкој влади Маричић је именован за првог потепредседника задуженог за европска питања и на тој функцији је остао до јуна месеца, када је изгласана влада Христијана Мицкоског.